# Anoplodactylus arcuatus
Anoplodactylus arcuatus är en havsspindelart som beskrevs av Child, C.A. 1977. Anoplodactylus arcuatus ingår i släktet Anoplodactylus och familjen Phoxichilidiidae. Inga underarter finns listade i Catalogue of Life.